# Summoners War: Sky Arena
Summoners War: Sky Arena, là một trò chơi chiến thuật trực tuyến nhiều người theo lượt  trên di động được tạo ra và phát hành bởi nhà phát triển Hàn Quốc, Com2uS. Trò chơi này đã được giới thiệu và ra mắt tại Triển lãm Giải trí Điện tử vào ngày 12 tháng 6 năm 2014 cho các thiết bị iOS và Android. Summoners War là một dự án thành công với 150.000.000 lượt tải xuống trên toàn thế giới, và thu về 1,35 tỷ đô la Mỹ.

## Gameplay
Người chơi đảm nhận vai trò là một nhà hiệu triệu, tiến hành mở các giấy hiệu triệu thu về các quái vật để chiến đấu cho mình.

### Hệ thống quái thú
Quái vật khi được hiệu triệu có thể thu được ngẫu nhiên từ 1 sao đến 5 sao, với các quái thú 4 và 5 sao gốc là hiếm nhất. Quái vật 5 sao gốc chỉ có khoảng 0,5% cơ hội nhận được từ một giấy hiệu triệu thần bí, quái vật 4 sao có khoảng 8.2% cơ hội nhận được từ phương thức hiệu triệu tương tự. Quái vật 3 sao có khoảng 91% cơ hội. Sử dụng quái vật trong các trận chiến làm tăng cấp độ của chúng, và chúng có thể được nâng cấp lên cấp sao cao hơn, tối đa là 6 sao.
Hầm ngục bí mật là một yếu tố quan trọng trong trò chơi. Đó là nơi người chơi tìm kiếm phần lớn các Ấn thạch của họ, các tinh chất hệ để thức tỉnh và rất nhiều vật liệu khác. Các hầm ngục này có độ khó từ B1 là dễ nhất, đến B12 là thử thách lớn nhất (các hầm ngục B12 được cập nhật tại bản v6.0.0)
Mọi quái vật được triệu hồi sẽ thuộc 1 trong 5 yếu tố: nước, lửa, gió, ánh sáng và bóng tối. Khi chiến đấu, quái vật thuộc hệ nước sẽ có ưu thế với lửa, hệ lửa có ưu thế với hệ gió và gió có ưu thế với hệ nước. Hai hệ đặc biệt là Ánh sáng và bóng tối sẽ tương khắc lẫn nhau, và gây sát thương bình thường cho ba hệ còn lại. Ngoài ra, mỗi quái vật cũng sẽ thuộc một lớp cụ thể: hỗ trợ, phòng thủ, máu và tấn công.
Ngoài việc nâng lên cấp sao cao hơn, có một cơ chế khác trong trò chơi là thức tỉnh, giúp biến đổi quái vật. Quá trình này đòi hỏi "tinh chất" của nguyên tố hệ của quái vật: lửa, nước, v.v. Quái vật có cấp độ sao gốc cao hơn, hoặc được triệu tập ở cấp cao hơn, đòi hỏi nhiều tinh chất hơn. Thức tỉnh một quái vật sẽ làm thay đổi ngoại hình và tên của nó, đồng thời gia tăng chỉ số cơ bản và có thể cho phép nó có được một kỹ năng mới.

### Ấn thạch
Cơ chế cốt lõi của trò chơi là việc tìm kiếm và sử dụng ấn thạch. Mỗi quái vật có 6 vị trí chứa ấn thạch, giúp gia tăng chỉ số cơ bản của nó. Chúng có thể được nâng cấp bằng cách sử dụng mana (tiền tệ trong trò chơi), giúp tăng chỉ số mà ấn thạch cung cấp. Tương tự như quái vật, ấn thạch cũng có nhiều cấp độ khác nhau, từ một đến sáu sao. Các ấn thạch cấp cao hơn cung cấp các chỉ số tốt hơn, nhưng tốn nhiều mana hơn để nâng cấp.
Tất cả các ấn thạch cung cấp một chỉ số bổ sung nếu người chơi gắn cho quái vật một bộ ấn thạch hoàn chỉnh. Ví dụ, việc gắn hai Ấn thạch năng lượng sẽ mang thêm cho quái vật 15% máu, trong khi gắn 4 Ấn thạch tàn bạo sẽ giúp quái vật có 22% cơ hội tấn công thêm một lượt.

### Kết Nối trực tuyến
Mặc dù cốt truyện chính là phần chơi đơn, Summoners War cung cấp nhiều chế độ nhiều chế độ để người chơi tương tác với nhau. Họ cũng đã thêm  vào phụ bản Mê cung mới trong bản cập nhật 2018.
Vào ngày 1 tháng 7 năm 2015, Com2uS đã công bố bản cập nhật giới thiệu tính năng bang hội cho người chơi. Bản cập nhật ban đầu chỉ cho phép người chơi gia nhập cùng bang hội để trò chuyện, nhưng bản cập nhật lớn hơn vào ngày 9 tháng 3 năm 2016 đã thêm vào tính năng chiến tranh bang hội và cửa hàng phần thưởng, các bản cập nhật sau đó bổ sung thêm hoạt động Công thành chiến và Mê cung. Người chơi được chỉ định tham chiến bang hội sẽ đặt ra lớp phòng thủ bao gồm hai đội với ba quái vật ở mỗi đội đó. Các bang hội chiến đấu với nhau được lựa chọn ngẫu nhiên từ các đối thủ có thứ hạng tương đương để kiếm điểm, điểm kiếm được có thể được sử dụng để mua các phần thưởng. Người chơi cũng có thể tham gia vào một trận công thành chiến, với cơ hội tham gia dành cho tất cả mọi người nhằm đạt mục tiêu chiếm căn cứ của bang hội địch để thắng cuộc. Bang hội đầu tiên đạt 20.000 điểm sẽ chiến thắng trận chiến. Nếu không bang hội nào đạt 20.000 điểm trước khi hết giờ, bang hội có nhiều điểm bao vây nhất sẽ thắng.

#### Rãnh quỷ thế giới
Rãnh quỷ thế giới là chế độ đột kích phối hợp có thể được mở khóa khi người chơi hoàn thành trận chiến Boss Thế giới ít nhất một lần, người chơi tham gia các đội gồm ba người, mỗi người sử dụng đội hình gồm sáu quái vật, chống lại một con Boss ba đầu. Người chơi có thể sắp xếp quái vật của mình ở hàng trước, nơi chúng sẽ hứng chịu sát thương hoặc hàng sau, nơi chúng sẽ an toàn trước một số cuộc tấn công. Trận chiến bắt đầu ở chế độ tự động, nghĩa là người chơi không thể can thiệp vào những kỹ năng mà quái vật của họ sử dụng.
Phần thưởng độc đáo có thể kiếm được sau khi chiến thắng một cuộc đột kích bao gồm đá mài và đá yểm bùa. Đá mài được sử dụng để tăng cường các thuộc tính, trong khi đá yểm bùa được dùng để thay đổi một thuộc tính ấn thạch

#### Đấu trường thế giới
Đấu trường thế giới là một biến thể của chế độ đấu trường thông thường, nơi người chơi đối đầu với những người chơi khác trong thời gian thực (tối đa 30 cơ hội một ngày). Hai người chơi thay phiên nhau chọn một đội hình gồm năm quái vật, không cho phép trùng lặp. Sau khi cả hai đội chọn xong, mỗi người sẽ cấm một quái vật của đội đối phương và bắt đầu trận đấu. Trận chiến kết thúc khi một trong hai người chơi loại bỏ tất cả quái vật của đối thủ, hoặc đối thủ đầu hàng bằng cách thoát ra. Người chiến thắng nhận được Điểm Vinh Quang và Huy chương theo thứ hạng của họ, trong khi người thua cuộc bị trừ điểm Vinh Quang.
Đấu trường thế giới cũng bao gồm chế độ Thi đấu giao hữu, không được tính xếp hạng và cho phép người chơi chiến đấu với bạn bè hoặc người chơi khác bao nhiêu lần tùy ý. Người chơi cũng có thể xem lại các trận chiến của họ và của người chơi khác hoặc xem các trận chiến đang diễn ra thông qua chế độ Xem Lại.

## Tiếp thị
Là một phần trong nỗ lực phát triển toàn cầu, trò chơi đã hỗ trợ ngôn ngữ rộng rãi và có sẵn  14 ngôn ngữ mặc định khác nhau. Để tăng nhận thức về thương hiệu, Com2uS đã phát động các chiến dịch tiếp thị lớn ở thị trường nước ngoài, chẳng hạn như Bắc Mỹ.

## Đón nhận
Trò chơi đã lọt top 10 tại hơn 84 quốc gia trong Apple App Store và hơn 54 quốc gia ở bảng xếp hạng Android. Đến tháng 11 năm 2015, trò chơi đã đạt hơn 50   triệu lượt tải xuống. Tính đến tháng 3 năm 2018, trò chơi đã vượt quá 90   triệu lượt tải trên toàn thế giới.
Đến tháng 6 năm 2017, trò chơi đã thu về hơn 1 tỷ đô la Mỹ trong ba năm, bao gồm 890 triệu đô la Mỹ doanh thu bên ngoài Hàn Quốc. Tính đến tháng 8 năm 2018, trò chơi đã kiếm được 1,35 tỷ đô la Mỹ trên App Store và Google Play, bao gồm 370 triệu đô la Mỹ từ Hoa Kỳ và 277 triệu đô la Mỹ từ Nhật Bản.

### Nhận xét
Summoners War đã nhận được các đánh giá tích cực. Brittany Vincent đã chấm điểm trò chơi 4/5 sao, ca ngợi giá trị giải trí cao và cơ chế thú vị của nó. Đề cập đến sự bão hòa của thể loại game chiến thuật theo lượt, Vincent Haoson lưu ý rằng Summoners War " có giá trị và đồ họa vượt trội đáng kể ". Một quan điểm tương tự đến từ Nick Shively hoan nghênh phong cách sáng tạo trò chơi, và nêu rõ rằng: những gì thực sự tách biệt Summoners War: Sky Arena với phần còn lại của MMORPG di động là cách thức chiến đấu".
Shively cũng khen ngợi tạo hình 3D của các quái thú và trận đánh trong chiến đấu: Tôi nghĩ rằng đây là một khía cạnh khá hay, vì hầu hết các game MMORPG trên thiết bị di động đều sử dụng hệ thống thẻ và bạn không bao giờ thực sự thấy quái thú của mình chuyển động với một hình ảnh 3D đẹp như vậy".
Tuy nhiên, cả Shively và Vincent đều chỉ ra rằng những người yêu thích chiến thuật trình độ cao có thể sẽ thất vọng. Nói về bản chất của việc thu thập những con quái vật mạnh nhất - Vincent cho rằng - trò chơi rõ ràng hướng đến việc thu được càng nhiều tiền từ người chơi càng tốt, nhưng tất nhiên nó cũng thú vị nếu bạn không muốn tốn tiền".
Một chỉ trích khác đến từ cốt truyện của trò chơi. Trong khi Haoson trao cho Summoners War một số điểm hoàn hảo, anh cũng đồng thời mô tả cốt truyện là một câu chuyện nhạt nhẽo và tầm thường khi nêu ra các tình huống để đưa người chơi từ bản đồ này sang bản đồ khác".